# James Sealy
Pour les articles homonymes, voir Sealy (homonymie).
Pas d'image ? Cliquez ici

a Compétitions nationales et continentales officielles uniquement.

b Matchs officiels uniquement.
James Sealy, né le 19 mars 1876 à Dundrum en Irlande et mort le 4 février 1949 à Donnybrook (Dublin), est un joueur de rugby à XV irlandais sélectionné en équipe d'Irlande et jouant en club au Dublin University FC au poste d'avant.

## Carrière
Il dispute son premier test match le 1er février 1896 contre l'Angleterre et son dernier  contre l'Écosse le 24 février 1900. James Sealy remporte le Tournoi britannique de rugby à XV 1899. Il joue quatre test matches avec les Lions britanniques en 1896 en Afrique du Sud.

## Palmarès
- Vainqueur du tournoi britannique en 1899.

## Statistiques

### En équipe nationale
- Neuf sélections en équipe nationale.
- 6 points (2 essais)
- Sélections par année : 3 en 1896, 1 en 1897, 3 en 1899, 2 en 1900 .
- Quatre tournois britanniques disputés : 1896, 1897, 1899 et 1900.

### Avec les Lions britanniques
- Quatre sélections
- Ventilation par année : 4 en 1896.